# Petter Dass-priset
Petter Dass-priset är ett pris som delas ut av den norska, kristna tidningen Vårt Land till någon som verkar i Petter Dass anda.

## Pristagare
- 1995: Egil Svartdahl TV-pastor i TV2
- 1996: Erik Hillestad
- 1997: Kjell Magne Bondevik
- 1998: Per Oddvar Hildre
- 1999: Per Arne Dahl
- 2000: Frälsningsarmén med Marit Solli
- 2001: Gunnar Stålsett
- 2002: Lise och Ludvig Karlsen
- 2003: Marie Aakre vid St. Olavs hospital i Trondheim
- 2004: Eyvind Skeie
- 2005: Kristen Idrettskontakt (KRIK), med Kjell Markset
- 2006: Inger Lise Rypdal
- 2007: Edvard Hoem
- 2008: Mette-Marit av Norge
- 2009: Svein Ellingsen
- 2010: Oslo Soul Children och Ragnhild Hiis Ånestad
- 2011: Svein Tindberg
- 2012: Tore W. Aas
- 2013: Rune Larsen[1]
- 2014: Karsten Isachsen
- 2015: KFUM-Kameratene Oslo[2]
- 2016: Rut Helen Gjævert
- 2017: Olavsfestdagene med Petter Fiskum Myhr[3]
- 2018: Sunniva Gylver[4]
- 2019: Arne Viste[5]
- 2020: Helga Haugland Byfuglien[6]
- 2021: NRK Morgenandakten[7]
- 2022: Trygve Skaug[8]
- 2023: Kristin Gunleiksrud Raaum[9]
- 2024: Norges Kristelige Student- og Skoleungdomslag och «Grill en kristen»[10]